# Campionatele europene de gimnastică feminină din 1977
Campionatele europene de gimnastică feminină din 1977, care au reprezentat a unsprezecea ediție a competiției gimnasticii artistice feminine a "bătrânului continent", au avut loc în orașul Praga din Republica Cehă, la vremea respectivă parte a Cehoslovaciei.
Datorită valorii mondiale a gimnasticii europene, campionatele europene de gimnastică feminină au coincis, pentru foarte mulți ani, cu replica sa mondială.